# Aansluiting (weginfrastructuur)

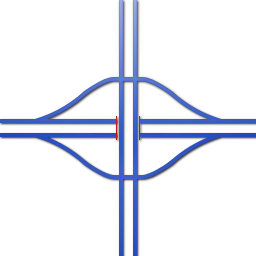
Haarlemmermeeraansluiting

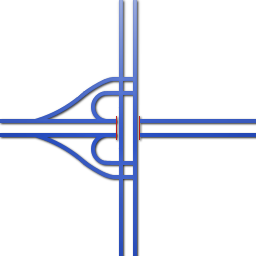
Halfklaverblad-aansluiting of parclo

Een aansluiting of op- en afrittencomplex is de plaats waar een secundaire weg aansluit op een autoweg, expresweg of autosnelweg. De secundaire weg kruist de weg ongelijkvloers en door middel van toe- en afritten is het voor automobilisten mogelijk van weg te veranderen. De meest voorkomende varianten zijn:
- De haarlemmermeeraansluiting (in België Hollands Complex): dit is de meest voorkomende en meest eenvoudige aansluiting. De toe- en afritten liggen allemaal in het verlengde van de rijrichting op de autosnelweg. De aansluiting ontleent zijn naam aan de plaats waar hij ooit als eerste werd toegepast. Zie ook de gevlochten haarlemmermeeraansluiting.
- De halfklaverbladaansluiting/parclo: een voordeel hiervan is dat hij minder ruimte in neemt, wat goed uitkomt als er bebouwing in de weg staat of als er parallel aan de secundaire weg een kanaal of spoorlijn loopt.

Ook combinaties van beide soorten aansluitingen komen voor. In dat geval wordt een van de rijrichtingen van de autosnelweg aangesloten met een halve haarlemmermeeraansluiting en de andere met een halve halfklaverbladaansluiting. Sommige aansluitingen zijn er maar in een richting.
Om filevorming op de autosnelweg tegen te gaan zijn aansluitingen soms voorzien van toeritdosering.